# Peter Boyle
Peter Boyle (Norristown, 18 de outubro de 1935 — Nova Iorque, 12 de Dezembro de 2006) foi um ator norte-americano. Nascido na Pensilvânia, ficou conhecido por interpretar Frank Barone no seriado Everybody Loves Raymond e por atuar em filmes como Young Frankenstein, Joe, The Candidate, Taxi Driver e Outland.
Boyle, que ganhou o Emmy Awards de melhor ator convidado por sua participação na série The X-Files em 1996, ficou conhecido por suas atuações tanto cômicas, como dramáticas.

## Biografia
Peter Boyle nasceu em Norristown, Pensilvânia, filho de Alice (née Lewis) e Francis Xavier "Chuck Wagon Pete" Boyle. Ele se mudou com a família para a Filadélfia.
Seu pai foi uma personalidade de televisão da Filadélfia entre 1951 e 1963.
Os avós paternos de Boyle eram imigrantes irlandeses e sua mãe era descendente de ilhas francesas e britânicas. Ele foi criado como católico e frequentou a St. Francis of Sales School e a West Philadelphia Catholic High School for Boys. Depois de terminar o ensino médio em 1953, Boyle passou três anos como seminarista nos De La Salle Brothers, uma ordem de ensino católica. Ele morava em uma casa de estudos com outros novatos e se formou em artes pela Universidade La Salle, na Filadélfia, em 1957, mas deixou a ordem porque não se sentia chamado à vida religiosa.
Enquanto estava na Filadélfia, ele trabalhou como cameraman no programa de culinária Television Kitchen, apresentado por Florence Hanford.
Depois de se formar na Officer Candidate School em 1959, ele foi comissionado como alferes na Marinha dos Estados Unidos, mas sua carreira militar foi encurtada por causa de um colapso nervoso.
Na cidade de Nova York, Boyle estudou com o treinador interino Uta Hagen no HB Studio, enquanto trabalhava como balconista e maitre d '.

## Carreira
O primeiro papel principal de Boyle foi como o personagem título do filme Joe, em 1970. O lançamento do filme foi cercado por controvérsias sobre sua violência e linguagem. Durante esse período, Boyle tornou-se amigo íntimo da atriz Jane Fonda e, com ela, participou de muitos protestos contra a Guerra do Vietnã.
Seu segundo papel principal foi como gerente de campanha de um candidato ao senado dos EUA (Robert Redford) em O Candidato (1972).
Boyle teve outro papel de sucesso como monstro de Frankenstein na comédia Young Frankenstein (1974), dirigida por Mel Brooks. Foi nessa época que Boyle conheceu sua esposa, Loraine Alterman. Ele ainda estava em sua maquiagem de Frankenstein quando a convidou para sair. Através de Alterman e sua amiga Yoko Ono, Boyle se tornou amigo de John Lennon, que era o padrinho do casamento de Boyle e Alterman em 1977. Boyle e sua esposa tiveram duas filhas, Lucy e Amy.
Seus outros trabalhos principais incluem papéis em Taxi Driver (1976), The Brink's Job (1978), Hardcore (1979), Where the Buffalo Roam (1980), Outland (1981), Yellowbeard (1983), Johnny Dangerously (1984),  The Dream Team (1989), Solar Crisis (1990), The Shadow (1994), Enquanto Você Dormia (1995), Dr. Dolittle (1998), Monster's Ball (2001); Neko no Ongaeshi (2002) e Scooby-Doo 2: Monstros à Solta (2004). Em participações, ele pode ser visto em Malcolm X (1992) e Porky's Revenge (1985).
Na televisão, Boyle foi mais conhecido por seu papel como o irritadiço  Frank Barone, no seriado Everybody Loves Raymond, da CBS, que foi ao ar de 1996 a 2005. O programa foi filmado em Los Angeles. Em 1996, depois de se recuperar de um derrame, ele ganhou um Emmy Award de melhor ator convidado em série de drama por sua aparição em um episódio de The X-Files.
Seu trabalho teatral em Nova York incluía interpretar um comediante em The Roast, uma peça da Broadway de dirigida por Carl Reiner em 1980. Também em 1980, ele co-estrelou com Tommy Lee Jones uma produção fora da Broadway do aclamado True West, do dramaturgo Sam Shepard.

## Morte
Em outubro de 1990, Boyle sofreu um derrame quase fatal que o deixou completamente sem palavras e imóvel por quase seis meses.
Em 1999, ele teve um ataque cardíaco no set de Everybody Loves Raymond. Ele logo recuperou a saúde e voltou à série.
Em 12 de dezembro de 2006, Boyle morreu aos 71 anos de idade no Hospital Presbiteriano de Nova York, depois de sofrer de mieloma múltiplo e doença cardíaca.
No momento de sua morte, ele havia completado seu papel no filme All Roads Lead Home e estava programado para aparecer em The Golden Boys.[carece de fontes?] Os créditos finais de All Roads Lead Home incluem uma dedicação à sua memória.
A morte de Boyle teve um efeito tremendo em seus ex-colegas de elenco de Everybody Loves Raymond, que havia interrompido a produção menos de dois anos antes de sua morte. Quando solicitado a comentar sobre a morte de Boyle, seus membros do elenco elogiaram Boyle. Ray Romano foi pessoalmente afetado pela perda, dizendo: "Ele me deu ótimos conselhos, sempre me fez rir, e a maneira como ele se relacionava com todos ao seu redor me surpreendeu". Patricia Heaton declarou: "Peter foi um homem incrível que fez todos nós que tivemos o privilégio de trabalhar com ele aspirar a ser melhores atores".
Em 18 de outubro de 2007 (que seria o 72º aniversário de Boyle), seu amigo Bruce Springsteen dedicou a canção "Meeting Across the River" a Boyle durante um concerto no Madison Square Garden com a E Street Band em Nova York.
Após a morte de Boyle, sua viúva Loraine Alterman Boyle estabeleceu o Peter Boyle Memorial Fund em apoio à International Myeloma Foundation (FMI). Desde então, os amigos mais próximos, a família e os colegas de trabalho de Boyle se reúnem anualmente para um evento de comédia em Los Angeles. Atuando como uma homenagem a Boyle, o evento anual é apresentado por Ray Romano e incluiu apresentações de muitos veteranos de comédia, incluindo Dana Carvey, Fred Willard, Martin Mull, Richard Lewis, Kevin James, Jeff Garlin e Martin Short. As performances, tipicamente, giram em torno da vida de Boyle, lembrando momentos favoritos com o ator. A celebração da comédia foi apontada como a arrecadadora de fundos de maior sucesso na história do FMI, pois o primeiro evento realizado em 2007 arrecadou mais de US$ 550.000, enquanto no ano seguinte foram arrecadados mais de US$ 600.000 para o Peter Boyle Memorial Fund, em apoio aos programas de pesquisa do FMI.
Ele foi enterrado no cemitério Green River, em Springs, Nova York.

## Filmografia
- The Group (1966)
- The Virgin President (1968)
- Medium Cool (1969)
- The Monitors (1969)
- Joe (1970)
- Diary of a Mad Housewife (1970)
- T.R. Baskin (1971)
- The Candidate (1972)
- F.T.A. (1972)
- Ghost in the Noonday Sun (1973)
- Steelyard Blues (1973)
- Slither (1973)
- The Friends of Eddie Coyle (1973)
- Kid Blue (1973)
- Crazy Joe (1974)
- Young Frankenstein (1974)
- Taxi Driver (1976)
- Swashbuckler (1976)
- Tail Gunner Joe (1977)
- F.I.S.T. (1978)
- The Brink's Job (1978)
- Hardcore (1979)
- Beyond the Poseidon Adventure (1979)
- Where the Buffalo Roam (1980)
- In God We Tru$t (1980)
- Outland (1981)
- Hammett (1982)
- Yellowbeard (1983)
- Johnny Dangerously (1984)
- Turk 182 (1985)
- Surrender (1987)
- Walker (1987)
- The In Crowd (1988)
- Red Heat (1988)
- The Dream Team (1989)
- Speed Zone! (1989)
- Funny (1989)
- The Tragedy of Flight 103: The Inside Story (1990)
- Challenger (1990)
- Solar Crisis (1990)
- Men of Respect (1991)
- Kickboxer 2: The Road Back (1991)
- Nervous Ticks (1992)
- Death and the Compass (1992)
- Honeymoon in Vegas (1992)
- Malcolm X (1992)
- The Shadow (1994)
- Killer (1994) (1994)
- The Santa Clause (1994)
- Exquisite Tenderness (1995)
- Born to Be Wild (1995)
- While You Were Sleeping (1995)
- Final Vendetta (1996)
- Milk & Money (1996)
- That Darn Cat (1997)
- Species II (1998)
- Dr. Dolittle (1998)
- Monster's Ball (2001)
- Neko no Ongaeshi (2002)
- The Adventures of Pluto Nash (2002)
- The Santa Clause 2 (2002)
- Bitter Jester (2003)
- Imagine New York (2003)
- Scooby-Doo 2: Monstros à Solta (2004)
- The Santa Clause 3: The Escape Clause (2006)
- All Roads Lead Home (2008)